# 기원전 83년

## 연호
- 전한(前漢) 시원(始元) 4년

## 기년
- 전한(前漢) 소제(昭帝) 4년